# Bedburdyck
Bedburdyck ist ein Ortsteil der Stadt Jüchen im Rhein-Kreis Neuss in Nordrhein-Westfalen.

## Geographie

### Lage
Bedburdyck grenzt im Osten an die Bundesautobahn 46, im Nordosten an Grevenbroich-Hemmerden, im Südosten an Grevenbroich-Noithausen, im Süden an Grevenbroich-Orken. Südwestlich von Bedburdyck befindet sich die Ortschaft Gubberath, im Westen Gierath und im Nordwesten Stessen. Nördlich von Bedburdyck folgt als nächste Ortschaft Aldenhoven.

## Geschichte

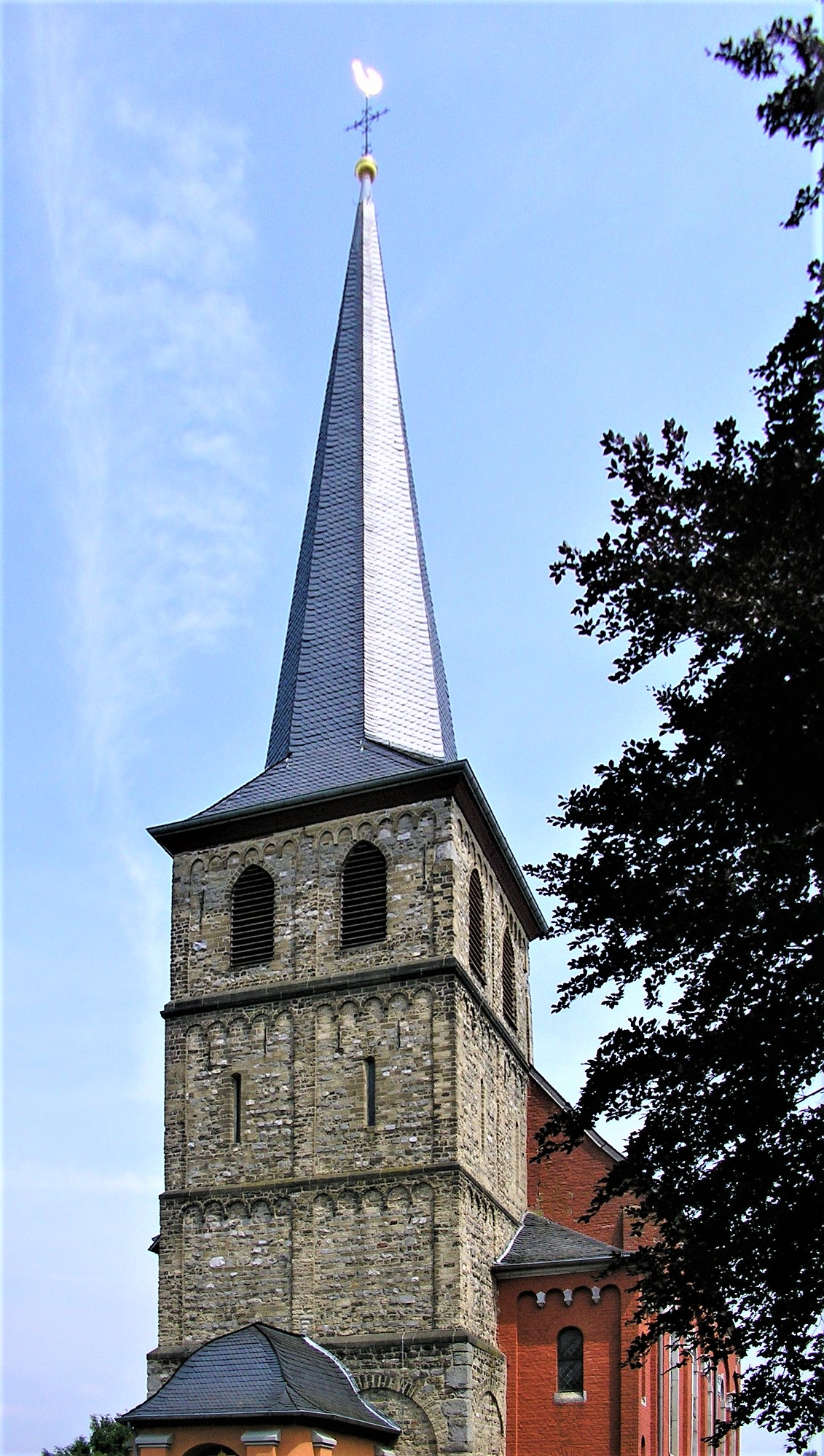
St. Martinus zu Bedburdyck

Schon aus urgeschichtlicher und römischer Zeit sind an dieser Stelle archäologische Funde bekannt. Der Ort, der bis 1567 als Bedbur oder Bedebur bekannt war, hatte ein eigenes Hofesgericht sowie eine Burggemeinde freier Leute, die mit den Hofleuten gleichberechtigt waren. Gerichtsherr war der Herr von Dyck, der dem Ort später auch seinen ergänzten Namen gab und der auch die Landeshoheit innehatte. 1794 besetzten französische Revolutionstruppen das Gebiet um Bedburdyck. Bedburdyck wurde eine Mairie im Kanton Elsen im Arrondissement de Cologne im Département de la Roer.  1815 kam der Ort an das Königreich Preußen und dort 1816 zum neuen Kreis Grevenbroich. Aus der Mairie Bedburdyck der Franzosenzeit wurde die preußische Bürgermeisterei Bedburdyck.
Die zur Synagogengemeinde Jüchen gehörende jüdische Gemeinde in Bedburdyck verfügte über eine eigene Synagoge aus dem 18. Jahrhundert auf dem Gelände des Rederhofs am Ortsrand in Richtung Gierath. Hier befand sich auch der jüdische Friedhof, der um 1826/27 aufgegeben wurde. Seitdem bestatteten die Bedburdycker Juden auf dem Judenfriedhof Hemmerden. Das jüdische Gotteshaus wurde 1834 im Kontext des auf einen Ritualmordvorwurf zurückgehenden Pogroms von Neuenhoven verwüstet. Eine neue Synagoge wurde Mitte des 19. Jahrhunderts In der Bausch erbaut. Obwohl dieses Gebäude zuvor verkauft worden war, wurde es trotzdem im Novemberpogrom 1938 verwüstet und im folgenden Jahr abgerissen.

### Die ehemalige Gemeinde Bedburdyck
Die ursprünglich selbstständige Gemeinde, die zum Landkreis Grevenbroich zählte, ist seit der Gebietsreform, die am 1. Januar 1975 in Kraft trat, ein Teil von Jüchen. Auf ihrem Gebiet befindet sich auch das Schloss Dyck.
Ortschaften der ehemaligen Gemeinde
1. Bedburdyck
2. Aldenhoven
3. Schloss Dyck
4. Damm
5. Nikolauskloster
6. Stessen
7. Gubberath
8. Herberath
9. Neuenhoven
10. Rath
11. Schlich
12. Wallrath
13. Gierath

### Einwohnerentwicklung
- 30. Juni 1890: 3207
- 30. Juni 1933: 3512
- 30. Juni 1939: 3453
- 06. Juni 1961: 4686
- 30. Juni 1964: 4882
- I27. Mai 1970: 5431
- 30. Juni 1974: 5738
- 31. Oktober 2013: 1810
- 31. Oktober 2018: 1887

### Kirche
Katholische Kirche St. Martinus: 1351 schenkte Konrad V. von Dyck das Kirchenpatronat dem Kölner Domstift, aber schon im 15. Jahrhundert befand es sich wieder bei der Familie von Dyck. Die alte Kirche, die im Truchsessischen Krieg stark beschädigt worden war, wurde 1773 von Franz Wilhelm von Dyck an den stehengebliebenen Turm aus der zweiten Hälfte des 12. Jahrhunderts stammend angebaut. Vor den Turm wurde eine kleine Vorhalle – die umgangssprachlich „Stessener Kapellchen“ genannt wird – gesetzt.

## Öffentliche Einrichtungen
Die Gemeinde Bedburdyck verfügte zusammen mit dem Ortsteil Gierath über eine Grundschule, die Lindenschule Jüchen, des Weiteren verfügt Bedburdyck über zwei Jugendheime (evangelisch und katholisch), zwei Kindergärten, eine Bürgerhalle, einem Tennisverein, eine Bäckerei und gemeinsam mit Gierath über einen Sport- und Fußballverein.

## Söhne und Töchter des Ortes
- Lars Kindgen (* 1971), Fußballspieler